# Kongen og jeg (film fra 1956)
 For alternative betydninger, se Kongen og jeg. (Se også artikler, som begynder med Kongen og jeg)
Kongen og jeg er en autentisk amerikansk musicalfilm fra 1956 instrueret af Walter Lang.

## Plot
Kongen og jeg fortæller den autentiske historie om den engelske Anna Leonowens (Deborah Kerr), som i 1960'erne ankommer til Siam som skolelærer for at undervise kongens børn. I starten kolliderer hendes selvstændige og stædige væsen med kongens egenrådige omgangsform, men som tiden går, lærer de to ikke alene at forstå, men også at respektere hinanden.

## Medvirkende
- Deborah Kerr som Anna Leonowens
- Yul Brynner som Kong Mongkut af Siam
- Rita Moreno som Tuptim
- Terry Saunders som Lady Thiang
- Martin Benson som Kralahome
- Rex Thompson  som Louis Leonowens
- Patrick Adiarte som Prins Chulalongkorn
- Alan Mowbray som Sir John Hay
- Geoffrey Toone som Sir Edward Ramsay
- Carlos Rivas som Lun Tha
- Judy Dan som Royal Wife

Dubbing
- Marni Nixon som Annas sangstemme
- Leona Gordon som Tuptims sangstemme
- Rueben Fuentes som Lun Thas sangstemme